# Monika Kamber
Monika Kamber (ur. 15 maja 1962) – szwajcarska narciarka, specjalistka narciarstwa dowolnego. Najlepszy wynik na mistrzostwach świata osiągnęła podczas mistrzostw w Lake Placid, gdzie zajęła 11. miejsce w balecie narciarskim. Zajęła także 15. miejsce w zawodach pokazowych baletu narciarskiego na igrzyskach olimpijskich w Albertville. Najlepsze wyniki w Pucharze Świata osiągnęła w sezonie 1989/1990, kiedy to zajęła 8. miejsce w klasyfikacji generalnej, a w klasyfikacji baletu była druga.
W 1992 r. zakończyła karierę.

## Osiągnięcia

### Mistrzostwa świata
| Miejsce | Dzień     | Rok  | Miejscowość | Konkurencja      | Zwycięzca   |
| ------- | --------- | ---- | ----------- | ---------------- | ----------- |
| 25.     | 6 lutego  | 1986 | Tignes      | Balet narciarski | Jan Bucher  |
| 15.     | 1 marca   | 1989 | Oberjoch    | Balet narciarski | Jan Bucher  |
| 11.     | 11 lutego | 1991 | Lake Placid | Balet narciarski | Ellen Breen |

### Puchar Świata

#### Miejsca w klasyfikacji generalnej
- sezon 1987/1988: 33.
- sezon 1988/1989: 46.
- sezon 1989/1990: 8.
- sezon 1990/1991: 31.
- sezon 1991/1992: 21.

#### Miejsca na podium
1. La Plagne – 14 grudnia 1989 (Balet) – 3. miejsce
2. Calgary – 26 stycznia 1990 (Balet) – 3. miejsce
3. Inawashiro – 9 lutego 1990 (Balet) – 3. miejsce
4. La Clusaz – 13 marca 1990 (Balet) – 2. miejsce
5. Whistler Blackcomb – 10 stycznia 1992 (Balet) – 3. miejsce

- W sumie 1 drugie i 4 trzecie miejsca.